# The Velvet Rope Tour
 (février 2018).
Si vous disposez d'ouvrages ou d'articles de référence ou si vous connaissez des sites web de qualité traitant du thème abordé ici, merci de compléter l'article en donnant les références utiles à sa vérifiabilité et en les liant à la section « Notes et références ».
Tournées par Janet Jackson
Janet World Tour
(1993-95) All for You Tour
(2001-02)
The Velvet Rope tour est une tournée de Janet Jackson. Elle commença en avril 1998 et se termina en janvier 1999. Janet Jackson fit le tour du monde à cette occasion à travers 125 concerts (dont 61 en Amérique du Nord, principalement aux États-Unis), qui accompagnent la sortie de son album The Velvet Rope.
La tournée s'arrêta plusieurs fois en France, et notamment deux fois à Bercy, avec un concert le 29 avril 1998 (ayant repoussé la date initiale -le 28- peu de temps avant). Les secours et le service de sécurité furent mis à rude épreuve ce soir-là tant la foule de fans était surexcitée (occasionnant nombre de mouvements de foules parmi les premiers rangs). Le concert commença avec près de 45 minutes de retard mais Janet Jackson sut se faire pardonner grâce à un show à l'américaine à la fois grandiose et onirique.

## Le concert: liste des chansons
1. The Velvet Rope
2. If
3. You
4. Let's Wait Awhile
5. Control Medley:
  1. Control
  2. The Pleasure Principle
  3. What Have You Done for Me Lately
  4. Nasty
6. Throb
7. Medley:
  1. Escapade
  2. When I Think of You
  3. Miss You Much
  4. Runaway
  5. Love Will Never Do (Without You)
8. Alright
9. I Get Lonely
10. Anytime, Anyplace (musical)
11. Rope Burn
12. Black Cat
13. What About
14. Rhythm Nation
15. Special
16. That's The Way Love Goes
17. Got Til It's Gone
18. Go Deep
19. Together Again